# مغامرات لوماكس
مغامرات لوماكس (بالإنجليزية: The Adventures of Lomax)‏  لعبة فيديو بلاي ستيشن تم تطويرها من قبل شركة ستوديو ليفربول وتم نشرها من قبل شركة  ستوديو ليفربول في 31 أكتوبر 1995 في أمريكا الشمالية و  نوفمبر 1996 في أوروبا و 18 ديسمبر 1997 في اليابان وهي لعبة عبارة عن شخص يدعى لوماكس يرتدي خوذة سحرية ويحاول ان يخلص اصدقائه من التحول الذي حصل لهم وأصبحو أشرار .